# Cazaux-Savès
Cazaux-Savès est une commune française du département du Gers en région Occitanie. 

## Géographie

### Localisation
Cazaux-Savès est une commune située dans le sud-est du département du Gers, dans l'ancienne l'ancienne province de Comminges, en Gascogne et dans le Savès et sur la rivière Save. Elle se trouve à 28 km à vol d'oiseau à l'ouest de Toulouse, 7 km au nord-est de Samatan (Gers), 34 km à l'est d'Auch et 11 km au sud-ouest de l'L'Isle-Jourdain.
Le Savès est une petite province gasconne correspondant au cours moyen de la Save.
La commune se trouve dans l'aire d'attraction de Toulouse et dans sa zone d'emploi, ainsi que dans le bassin de vie de Samatan.

### Communes limitrophes
Les communes limitrophes sont  Castillon-Savès, Endoufielle, Labastide-Savès, Noilhan et Pompiac.
|         | Castillon-Savès |             |
| Noilhan | Cazaux-Savès    | Endoufielle |
|         | Labastide-Savès | Pompiac     |

### Géologie et relief
La superficie de la commune est de 5,62 km2 ; son altitude varie de 150  à   241 mètres.

### Hydrographie

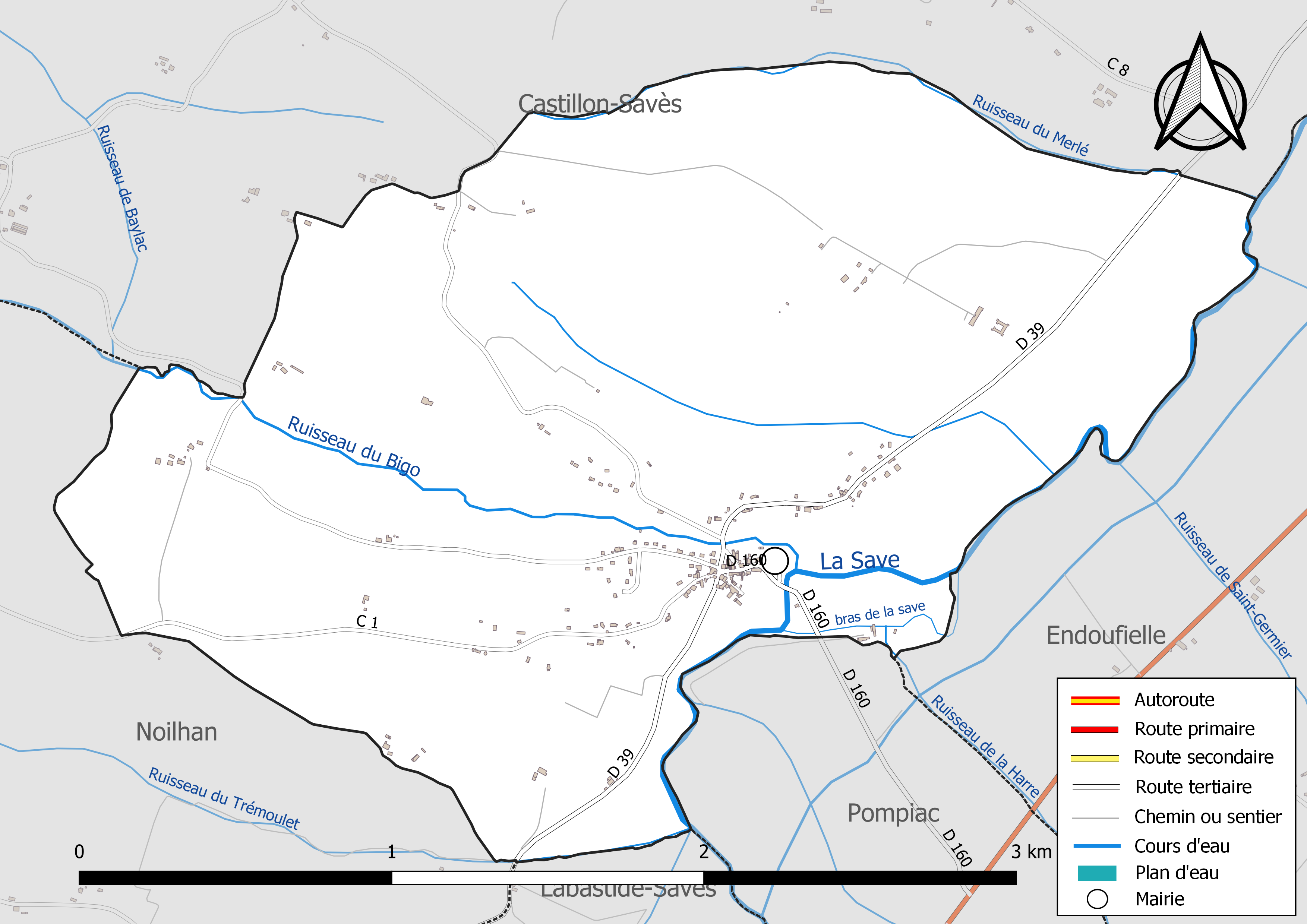
Réseaux hydrographique et routier de Cazaux-Savès.

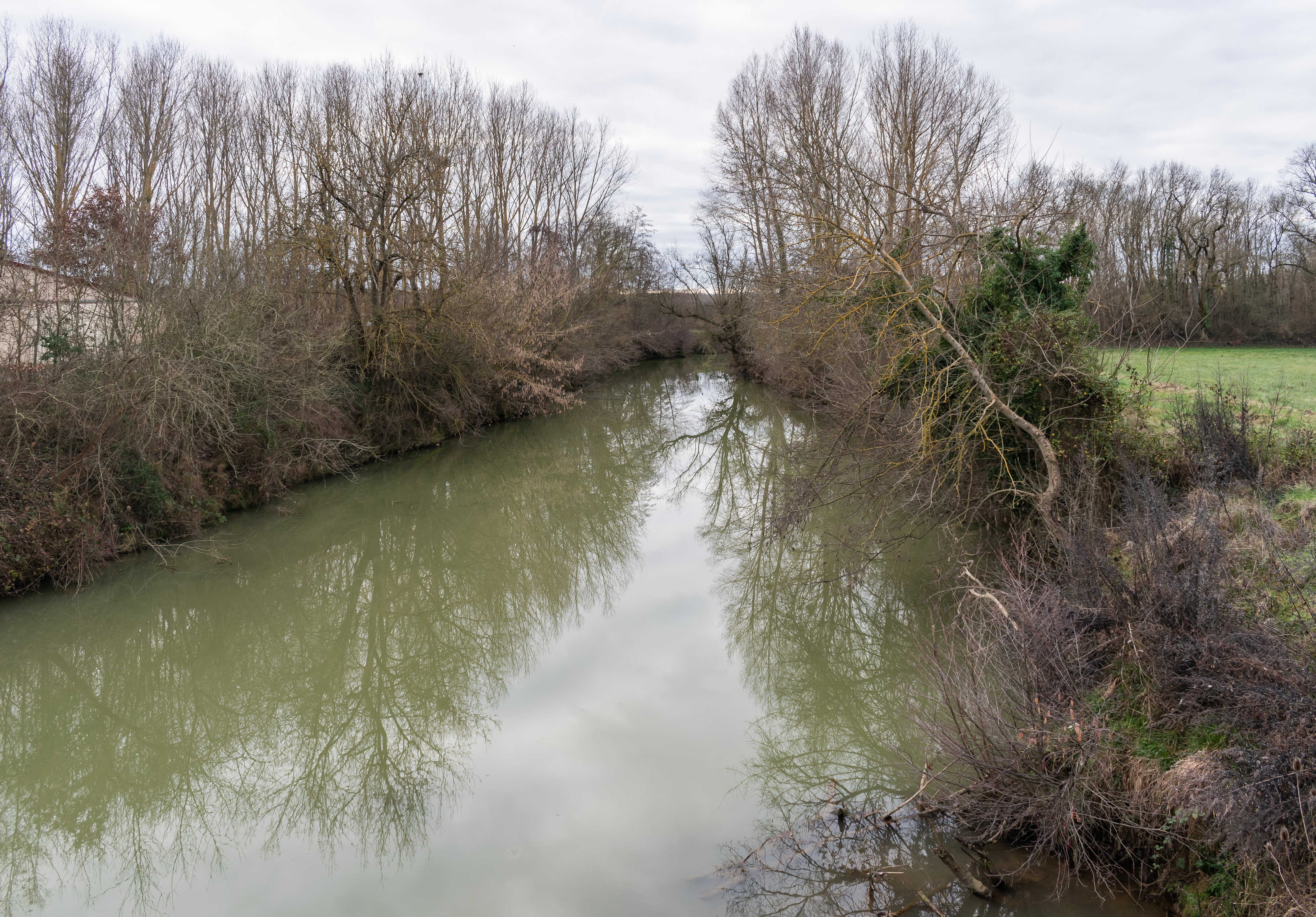
La Save à Cazaux-Savès.

La commune est dans le bassin de la Garonne, au sein du bassin hydrographique Adour-Garonne. Elle est drainée par la Save, le ruisseau du Bigo, le ruisseau de la Harre, le ruisseau du Merlé, le ruisseau du Trémoulet et par deux petits cours d'eau, qui constituent un réseau hydrographique de 9 km de longueur totale,.
La Save, d'une longueur totale de 143 km, prend sa source dans la commune de Lannemezan et s'écoule du sud-ouest vers le nord-est. Elle traverse la commune et se jette dans la Garonne à Grenade, après avoir traversé 46 communes.

### Climat
Pour des articles plus généraux, voir Climat de l'Occitanie et Climat du Gers.
En 2010, le climat de la commune est de type climat du Bassin du Sud-Ouest, selon une étude s'appuyant sur une série de données couvrant la période 1971-2000. En 2020, Météo-France publie une typologie des climats de la France métropolitaine dans laquelle la commune est exposée à un climat océanique altéré et est dans la région climatique Aquitaine, Gascogne, caractérisée par une pluviométrie abondante au printemps, modérée en automne, un faible ensoleillement au printemps, un été chaud (19,5 °C), des vents faibles, des brouillards fréquents en automne et en hiver et des orages fréquents en été (15 à 20 jours).
Pour la période 1971-2000, la température annuelle moyenne est de 13 °C, avec une amplitude thermique annuelle de 15,5 °C. Le cumul annuel moyen de précipitations est de 713 mm, avec 9,5 jours de précipitations en janvier et 5,8 jours en juillet. Pour la période 1991-2020, la température moyenne annuelle observée sur la station météorologique la plus proche, située sur la commune de Lahas à 6 km à vol d'oiseau, est de 13,9 °C et le cumul annuel moyen de précipitations est de 633,5 mm,. Pour l'avenir, les paramètres climatiques de la commune estimés pour 2050 selon différents scénarios d’émission de gaz à effet de serre sont consultables sur un site dédié publié par Météo-France en novembre 2022.

### Milieux naturels et biodiversité
Aucun espace naturel présentant un intérêt patrimonial n'est recensé en 2021 sur la commune dans l'inventaire national du patrimoine naturel,,.

## Urbanisme

### Typologie
Au 1er janvier 2024, Cazaux-Savès est catégorisée commune rurale à habitat dispersé, selon la nouvelle grille communale de densité à sept niveaux définie par l'Insee en 2022.
Elle est située hors unité urbaine. Par ailleurs la commune fait partie de l'aire d'attraction de Toulouse, dont elle est une commune de la couronne,. Cette aire, qui regroupe 527 communes, est catégorisée dans les aires de 700 000 habitants ou plus (hors Paris),.

### Occupation des sols

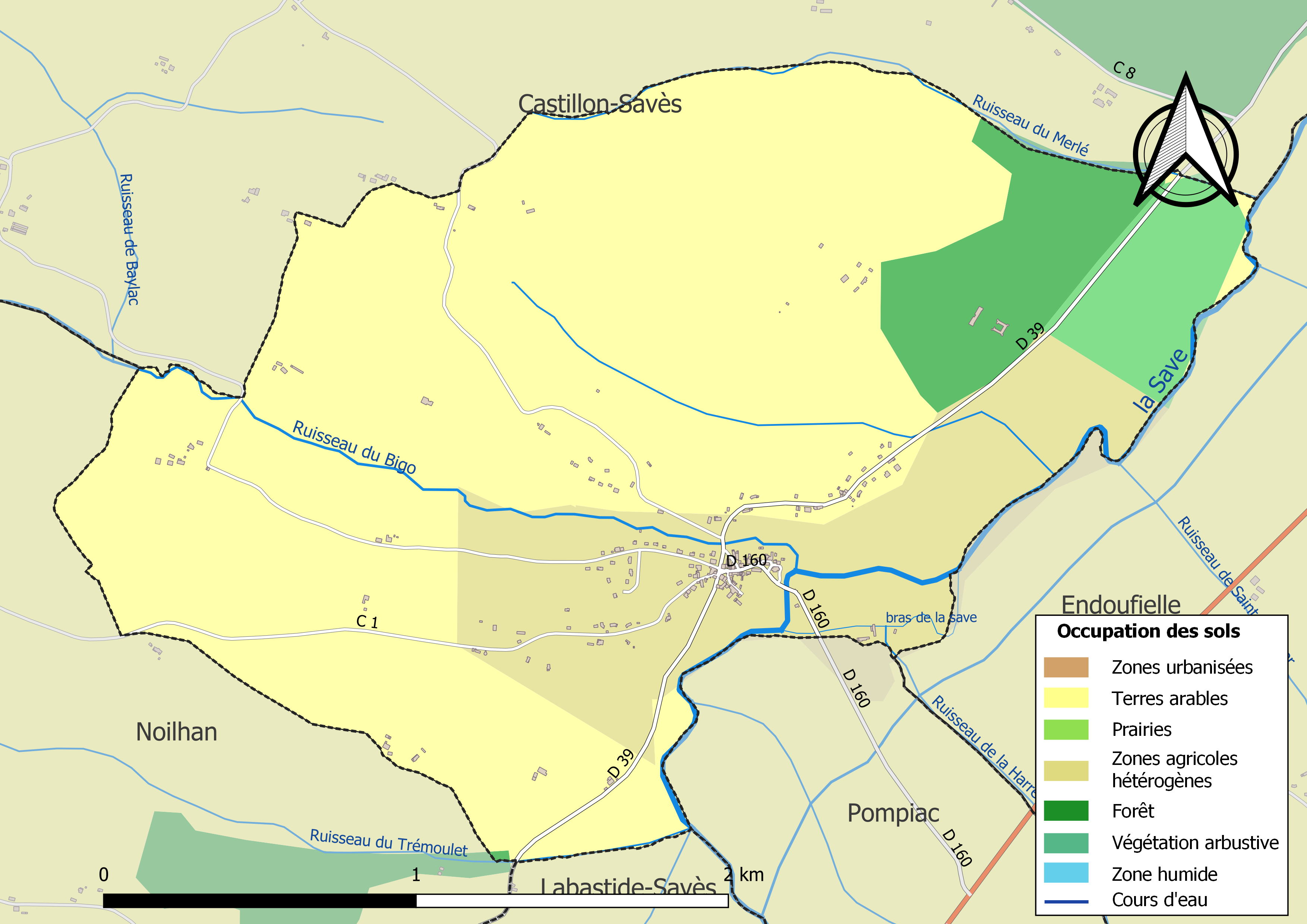
Carte des infrastructures et de l'occupation des sols de la commune en 2018 (CLC).

L'occupation des sols de la commune, telle qu'elle ressort de la base de données européenne d’occupation biophysique des sols Corine Land Cover (CLC), est marquée par l'importance des territoires agricoles (88,8 % en 2018), une proportion identique à celle de 1990 (88,8 %). La répartition détaillée en 2018 est la suivante : 
terres arables (65,8 %), zones agricoles hétérogènes (23 %), forêts (6,7 %), milieux à végétation arbustive et/ou herbacée (4,5 %). L'évolution de l’occupation des sols de la commune et de ses infrastructures peut être observée sur les différentes représentations cartographiques du territoire : la carte de Cassini (XVIIIe siècle), la carte d'état-major (1820-1866) et les cartes ou photos aériennes de l'IGN pour la période actuelle (1950 à aujourd'hui).

### Habitat et logement
En 2020, le nombre total de logements dans la commune était de 130, alors qu'il était de 112 en 2015 et de 110 en 2010.
Parmi ces logements, 87,2 % étaient des résidences principales, 3,2 % des résidences secondaires et 9,6 % des logements vacants. Ces logements étaient pour 99,2 % d'entre eux des maisons individuelles et pour 0,8 % des appartements.
Le tableau ci-dessous présente la typologie des logements à Cazaux-Savès en 2020 en comparaison avec celle du Gers et de la France entière. Une caractéristique marquante du parc de logements est ainsi la faible proportion des résidences secondaires et logements occasionnels (3,2 %) par rapport au département (9,6 %) et à la France entière (9,7 %).
| Typologie                                               | Cazaux-Savès | Gers | France entière |
| ------------------------------------------------------- | ------------ | ---- | -------------- |
| Résidences principales (en %)                           | 87,2         | 80   | 82,1           |
| Résidences secondaires et logements occasionnels (en %) | 3,2          | 9,6  | 9,7            |
| Logements vacants (en %)                                | 9,6          | 10,4 | 8,2            |

### Voies de communication et transports
L'accès à la commune se fait par l'ancienne route nationale 634 et les routes départementales D 39 et D 160.

### Risques naturels et technologiques
Le territoire de la commune de Cazaux-Savès est vulnérable à différents aléas naturels : météorologiques (tempête, orage, neige, grand froid, canicule ou sécheresse), inondations et séisme (sismicité très faible). Un site publié par le BRGM permet d'évaluer simplement et rapidement les risques d'un bien localisé soit par son adresse soit par le numéro de sa parcelle.
Certaines parties du territoire communal sont susceptibles d’être affectées par le risque d’inondation par débordement de cours d'eau, notamment la Save. La cartographie des zones inondables en ex-Midi-Pyrénées réalisée dans le cadre du XIe Contrat de plan État-région, visant à informer les citoyens et les décideurs sur le risque d’inondation, est accessible sur le site de la DREAL Occitanie. La commune a été reconnue en état de catastrophe naturelle au titre des dommages causés par les inondations et coulées de boue survenues en 1999, 2009 et 2014,.

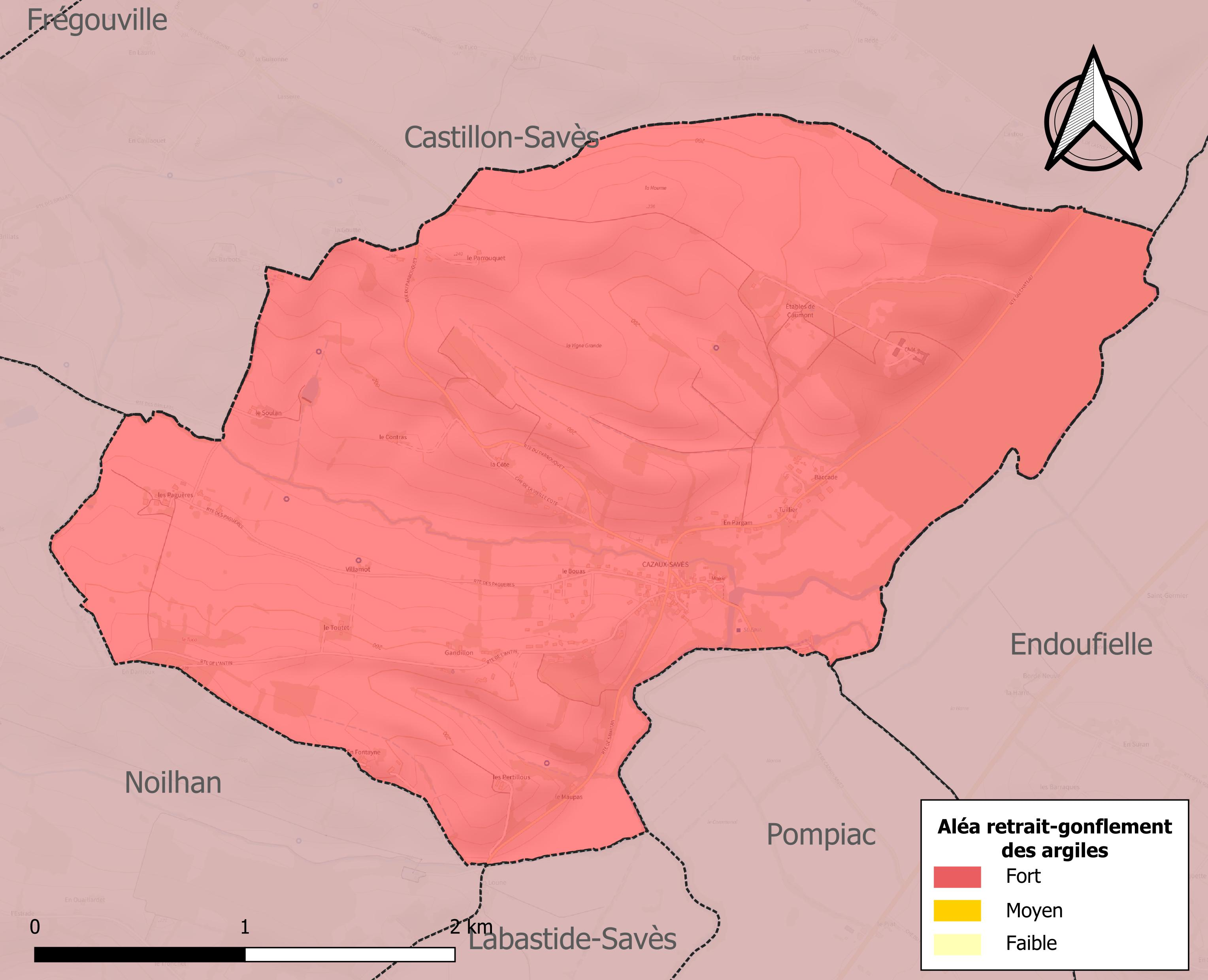
Carte des zones d'aléa retrait-gonflement des sols argileux de Cazaux-Savès.

Le retrait-gonflement des sols argileux est susceptible d'engendrer des dommages importants aux bâtiments en cas d’alternance de périodes de sécheresse et de pluie. La totalité de la commune est en aléa moyen ou fort (94,5 % au niveau départemental et 48,5 % au niveau national). Sur les 112 bâtiments dénombrés sur la commune en 2019, 112 sont en aléa moyen ou fort, soit 100 %, à comparer aux 93 % au niveau départemental et 54 % au niveau national. Une cartographie de l'exposition du territoire national au retrait gonflement des sols argileux est disponible sur le site du BRGM,.
Par ailleurs, afin de mieux appréhender le risque d’affaissement de terrain, l'inventaire national des cavités souterraines permet de localiser celles situées sur la commune.
Concernant les mouvements de terrains, la commune a été reconnue en état de catastrophe naturelle au titre des dommages causés par la sécheresse en 1989, 1998, 1999, 2002 et 2003 et par des mouvements de terrain en 1999.
Cazaux-Savès se situe en zone de sismicité 1 (sismicité très faible).

## Toponymie
La commune est dénommée Casaus Savés en gascon.

## Histoire

### Antiquité
Cazaux-Savès serait citée sur la table de Peutinger sous la dénomination de Casinomagus. Sur la table de Peutinger, le tracé de Toulouse à Auch ne mentionne qu'une seule station, du nom de Cassinomagus, à XIX lieues de Toulouse (environ 42 km). Ce toponyme est sans nul doute d'origine celtique : de "magus", marché et "casinus", chêne.
Certains érudits du XIXe siècle qui localisaient Casinomagus à Cazaux-Savès, ont émis l'hypothèse que le lieu-dit Caumont, situé à l'extrémité nord de l'actuelle commune, hébergait un camp romain qui devait défendre la route reliant Toulouse à Bordeaux au niveau du franchissement de la Save. D'ailleurs, un pont qualifié de romain enjambe cette rivière au centre du village de Cazaux-Savès.

### Moyen Âge
Cazaux-Savès est situé au XIIe siècle à la lisière du Cogotois, territoire dont la capitale était Marestaing, érigé en vicomté. Aucune source ne montre que Cazaux-Savès faisait partie du Cogotois, mais plutôt à sa frontière, où est situé actuellement le château de Caumont, alors que la commune est située à l'extrémité nord de l'ancien Comté de Comminges et de l'ancien comté de L'Isle (L'Isle-Jourdain).
Le comte Guy de Comminges épousa Indie de Caumont, fille de Guillaume. Indie hérita de son père qui lui donna le château de Caumont, après avoir exhérédé son fils pour avoir servi la cause anglaise.
Indie transmit à son tour le château à son mari. Devenu veuf et se trouvant sans descendance, Guy de Comminges céda Caumont et ses terres composant la majeure partie du territoire actuel de la commune de Cazaux-Savès à Gaston Phoebus, comte de Foix, vers 1350.
Son château fort au lieu-dit Caumont est par la suite détruit par le Prince Noir lors de destructions massives par les Anglais de la ville voisine de Samatan en 1355.

### Temps modernes
En 1520, Marguerite de l'Isle-Jourdain possède les terres de Caumont, comprenant la majeure partie de la commune actuelle ainsi qu'une partie de la commune voisine de Castillon-Savès, par veuvage de Bertrand du Gua, seigneur de Caumont et de Cazaux. Elle épouse en secondes noces Pierre de Nogaret de La Valette qui construisit le château de Caumont, encore visible de nos jours.
Les divers propriétaires, dont le duc d’Epernon et son frère Bernard de Nogaret de La Valette, construisent au centre du village un couvent de Minimes et un mausolée de marbre pour leurs parents Jean de Nogaret de La Valette et Jeanne de Saint-Lary Bellegarde, décédés en 1609 et 1613.
Le couvent  est construit sur les plans de Gilles de La Touche.

### Révolution française et Empire
Le couvent est détruit lors de la Révolution française et les sépultures profanées et emportées par cercueil de plomb à l'Isle-Jourdain en 1795. Des éléments de la bâtisse ancienne, dont des éléments du cloître subsistent aujourd'hui dans le village.

### Époque contemporaine
Au début du XXe siècle, un couvent école pour filles est construit par Gaston de Castelbajac, ancien maire de Cazaux-Savès, pour instruire les jeunes filles du village. La bâtisse est toujours visible sur la RD 39 avant le château[réf. nécessaire].

## Politique et administration

### Rattachements administratifs et électoraux

#### Rattachements administratifs
La commune se trouve depuis 1926 dans l'arrondissement d'Auch du département du Gers.
Elle faisait partie depuis 1793 du canton de Samatan. Dans le cadre du redécoupage cantonal de 2014 en France, cette circonscription administrative territoriale a disparu, et le canton n'est plus qu'une circonscription électorale.

#### Rattachements électoraux
Pour les élections départementales, la commune fait partie depuis 2014 du canton de Val de Save.
Pour l'élection des députés, elle fait partie de la première circonscription du Gers.

### Intercommunalité
Cazaux-Savès est membre de la communauté de communes du Savès, un établissement public de coopération intercommunale (EPCI) à fiscalité propre créé en 2003 et auquel la commune a transféré un certain nombre de ses compétences, dans les conditions déterminées par le code général des collectivités territoriales.

### Administration municipale
Le nombre d'habitants étant compris entre 100 et 499, le nombre de membres du conseil municipal  est de onze, y compris le maire et ses adjoints.

### Liste des maires
| Période                                  | Période                        | Identité                    | Étiquette | Qualité                                   |
| ---------------------------------------- | ------------------------------ | --------------------------- | --------- | ----------------------------------------- |
| Les données manquantes sont à compléter. |                                |                             |           |                                           |
|                                          |                                |                             |           |                                           |
| 1983                                     | 2001                           | Marius Duthil               | DVG       | Propriétaire de l'auberge de la Guimbarde |
| mars 2001                                | mai 2020                       | Jean-Claude Tournan,        | DVG       | Agriculteur retraité                      |
| mai 2020,                                | février 2023                   | Vincent Martinaud           |           | Chef de projet numérique Démissionnaire   |
| avril 2023                               | En cours (au 30 novembre 2023) | Véronique Brumas-Retailleau |           | Cadre de la fonction publique             |

## Équipements et services publics

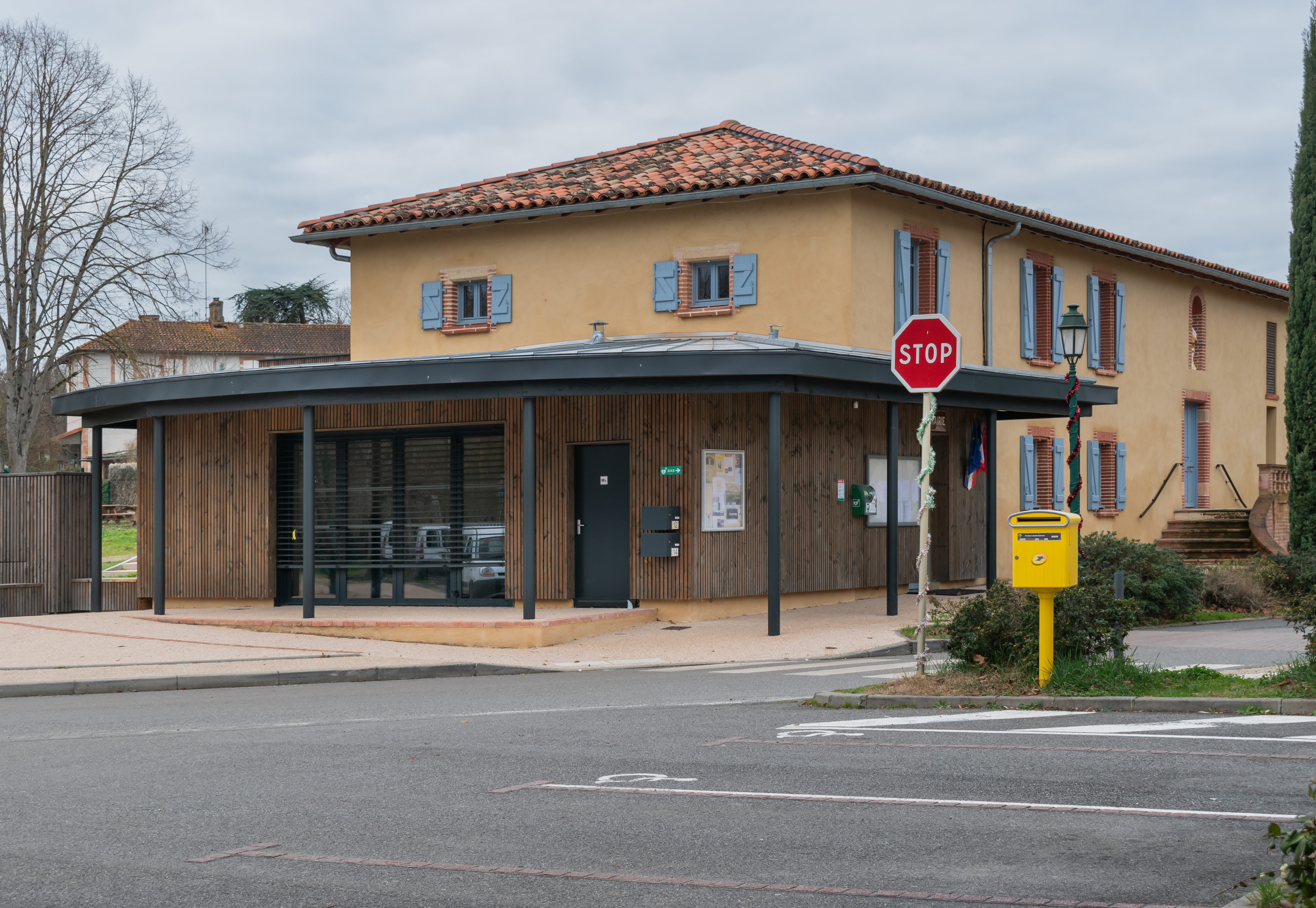
La nouvelle mairie.

La commune s'est dotée en 2022 d'une nouvelle mairie.

### Eau et déchets
La collecte et le traitement des déchets des ménages et des déchets assimilés ainsi que la protection et la mise en valeur de l'environnement se font dans le cadre du syndicat intercommunal de collecte et de traitement des ordures ménagères (SICTOM).

### Enseignement
Cazaux-Savès fait partie de l'académie de Toulouse.
L'école a été fermé fin 2009 et les enfants sont scolarisés avec ceux de Noilhan, Pompiac et de Seysses-Savès dans le cadre d'un regroupement pédagogique intercommunal (RPI). L'école de la commune accueille les écoliers du CE2 au CM1.

## Population et société
Les habitants sont appelés les Cazalais ou  Cazalaises.

### Démographie
L'évolution du nombre d'habitants est connue à travers les recensements de la population effectués dans la commune depuis 1793. Pour les communes de moins de 10 000 habitants, une enquête de recensement portant sur toute la population est réalisée tous les cinq ans, les populations de référence des années intermédiaires étant quant à elles estimées par interpolation ou extrapolation. Pour la commune, le premier recensement exhaustif entrant dans le cadre du nouveau dispositif a été réalisé en 2008.

En 2022, la commune comptait 329 habitants, en évolution de +4,78 % par rapport à 2016 (Gers : +1,04 %, France hors Mayotte : +2,11 %).
| 1793 | 1800 | 1806 | 1821 | 1831 | 1841 | 1846 | 1851 | 1856 |
| ---- | ---- | ---- | ---- | ---- | ---- | ---- | ---- | ---- |
| 241  | 290  | 296  | 310  | 331  | 350  | 336  | 341  | 350  |

| 1861 | 1866 | 1872 | 1876 | 1881 | 1886 | 1891 | 1896 | 1901 |
| ---- | ---- | ---- | ---- | ---- | ---- | ---- | ---- | ---- |
| 345  | 359  | 320  | 305  | 290  | 296  | 292  | 279  | 266  |

| 1906 | 1911 | 1921 | 1926 | 1931 | 1936 | 1946 | 1954 | 1962 |
| ---- | ---- | ---- | ---- | ---- | ---- | ---- | ---- | ---- |
| 249  | 220  | 172  | 181  | 170  | 183  | 174  | 165  | 173  |

| 1968 | 1975 | 1982 | 1990 | 1999 | 2006 | 2008 | 2013 | 2018 |
| ---- | ---- | ---- | ---- | ---- | ---- | ---- | ---- | ---- |
| 137  | 145  | 120  | 134  | 138  | 224  | 248  | 300  | 316  |

| 2022 | - | - | - | - | - | - | - | - |
| ---- | - | - | - | - | - | - | - | - |
| 329  | - | - | - | - | - | - | - | - |

| selon la population municipale des années : | 1968 | 1975 | 1982 | 1990 | 1999 | 2006 | 2009 | 2013 |
| Rang de la commune dans le département      | 265  | 215  | 286  | 268  | 287  | 168  | 136  | 123  |
| Nombre de communes du département           | 466  | 462  | 462  | 462  | 463  | 463  | 463  | 463  |

Cazaux-Savès est une commune rurale qui a connu une forte hausse de la population depuis 1968.

### Manifestations culturelles et festivités
La quatrième édition du festival "Caval e Vin" a eu lieu en mai 2024 au château de Caumont

### Sports et loisirs
Chasse, pétanque, randonnée pédestre.

## Économie

### Revenus
En 2018  (données Insee publiées en septembre 2021), la commune compte 109 ménages fiscaux, regroupant 316 personnes. La médiane du revenu disponible par unité de consommation est de 24 540 € (20 820 € dans le département).

### Emploi
|                | 2008  | 2013  | 2018  |
| -------------- | ----- | ----- | ----- |
| Commune        | 5 %   | 6,3 % | 3,2 % |
| Département    | 6,1 % | 7,5 % | 8,2 % |
| France entière | 8,3 % | 10 %  | 10 %  |

En 2018, la population âgée de 15 à 64 ans s'élève à 186 personnes, parmi lesquelles on compte 80,6 % d'actifs (77,4 % ayant un emploi et 3,2 % de chômeurs) et 19,4 % d'inactifs,. Depuis 2008, le taux de chômage communal (au sens du recensement) des 15-64 ans est inférieur à celui de la France et du département.
La commune fait partie de la couronne de l'aire d'attraction de Toulouse, du fait qu'au moins 15 % des actifs travaillent dans le pôle,. Elle compte 23 emplois en 2018, contre 19 en 2013 et 19 en 2008. Le nombre d'actifs ayant un emploi résidant dans la commune est de 145, soit un indicateur de concentration d'emploi de 16 % et un taux d'activité parmi les 15 ans ou plus de 65,1 %.
Sur ces 145 actifs de 15 ans ou plus ayant un emploi, 15 travaillent dans la commune, soit 10 % des habitants. Pour se rendre au travail, 90,3 % des habitants utilisent un véhicule personnel ou de fonction à quatre roues, 2,8 % les transports en commun, 0,7 % s'y rendent en deux-roues, à vélo ou à pied et 6,2 % n'ont pas besoin de transport (travail au domicile).

### Activités hors agriculture
17 établissements sont implantés  à Cazaux-Savès au 31 décembre 2019.
Le secteur des activités spécialisées, scientifiques et techniques et des activités de services administratifs et de soutien est prépondérant sur la commune puisqu'il représente 47,1 % du nombre total d'établissements de la commune (8 sur les 17 entreprises implantées  à Cazaux-Savès), contre 14,4 % au niveau départemental.

### Agriculture
|               | 1988 | 2000 | 2010 | 2020 |
| ------------- | ---- | ---- | ---- | ---- |
| Exploitations | 15   | 11   | 9    | 8    |
| SAU (ha)      | 355  | 313  | 502  | 311  |

La commune est dans les « Coteaux du Gers », une petite région agricole occupant l'est du département du Gers. En 2020, l'orientation technico-économique de l'agriculture  sur la commune est la culture de céréales et/ou d'oléoprotéagineuses. Huit exploitations agricoles ayant leur siège dans la commune sont dénombrées lors du recensement agricole de 2020 (15 en 1988). La superficie agricole utilisée est de 311 ha,,.

## Culture locale et patrimoine

### Lieux et monuments
- Château de Caumont  Classé MH (1947, 1984)[49],[50], construit sur les vestiges d'un château fort de Gaston Fébus, entre 1525 et 1535 par Pierre de Nogaret[51],[52].

- Église Sainte-Madeleine à clocher mur et son porche à sept arcades, datant principalement du XVIIIe siècle et restaurée au XIXe siècle. On y trouve douze stalles en bois et divers objets cultuels, ainsi que, dans la travée sud, une chapelle qui abritent les dalles funéraires de plusieurs personnages ayant vécu au château de Caumont aux XVIIe et XVIIIe siècles, et notamment le général Armand marquis de Castelbajac, ambassadeur de France en Russie sous le second Empire, et président du Conseil Général du Gers[53].

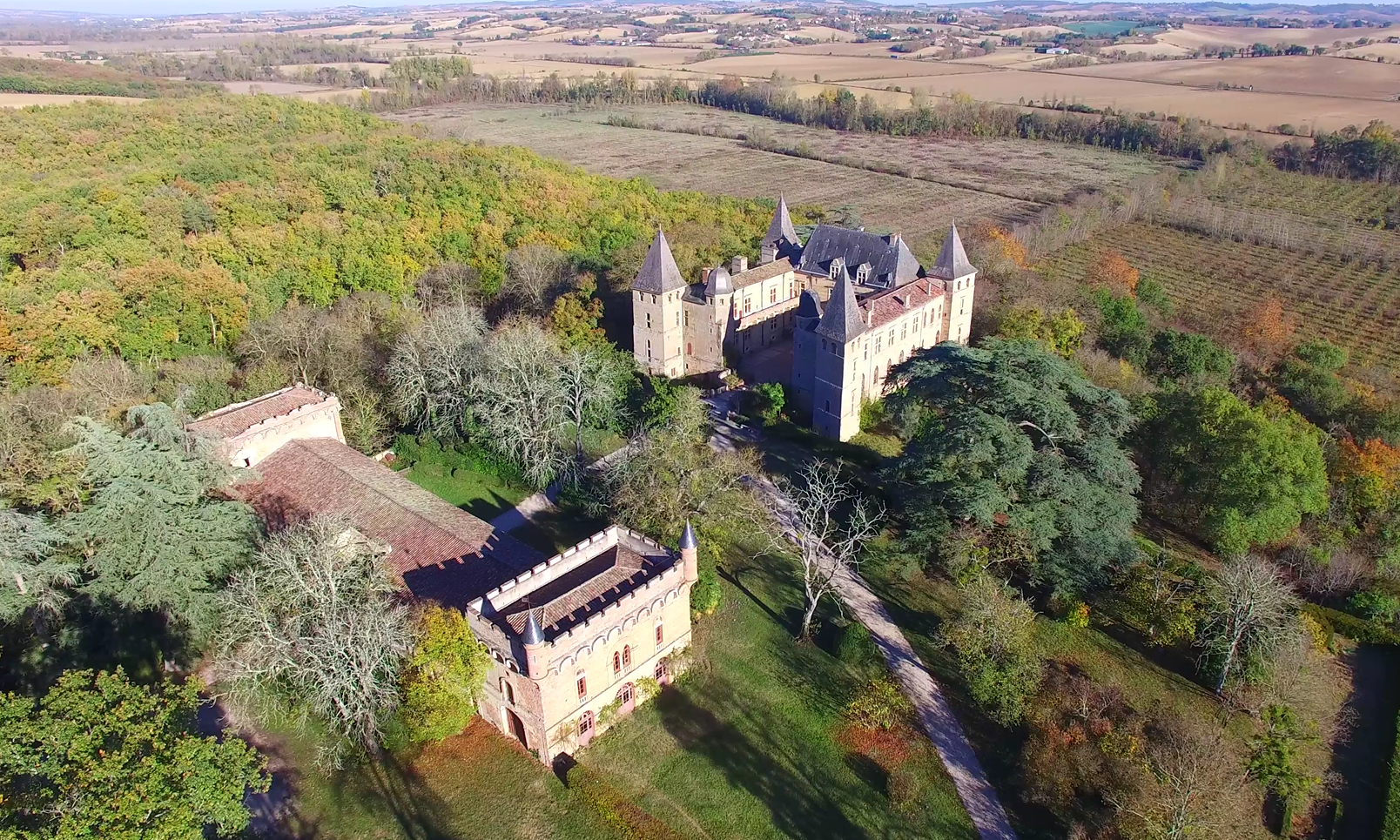
Vue aérienne du château
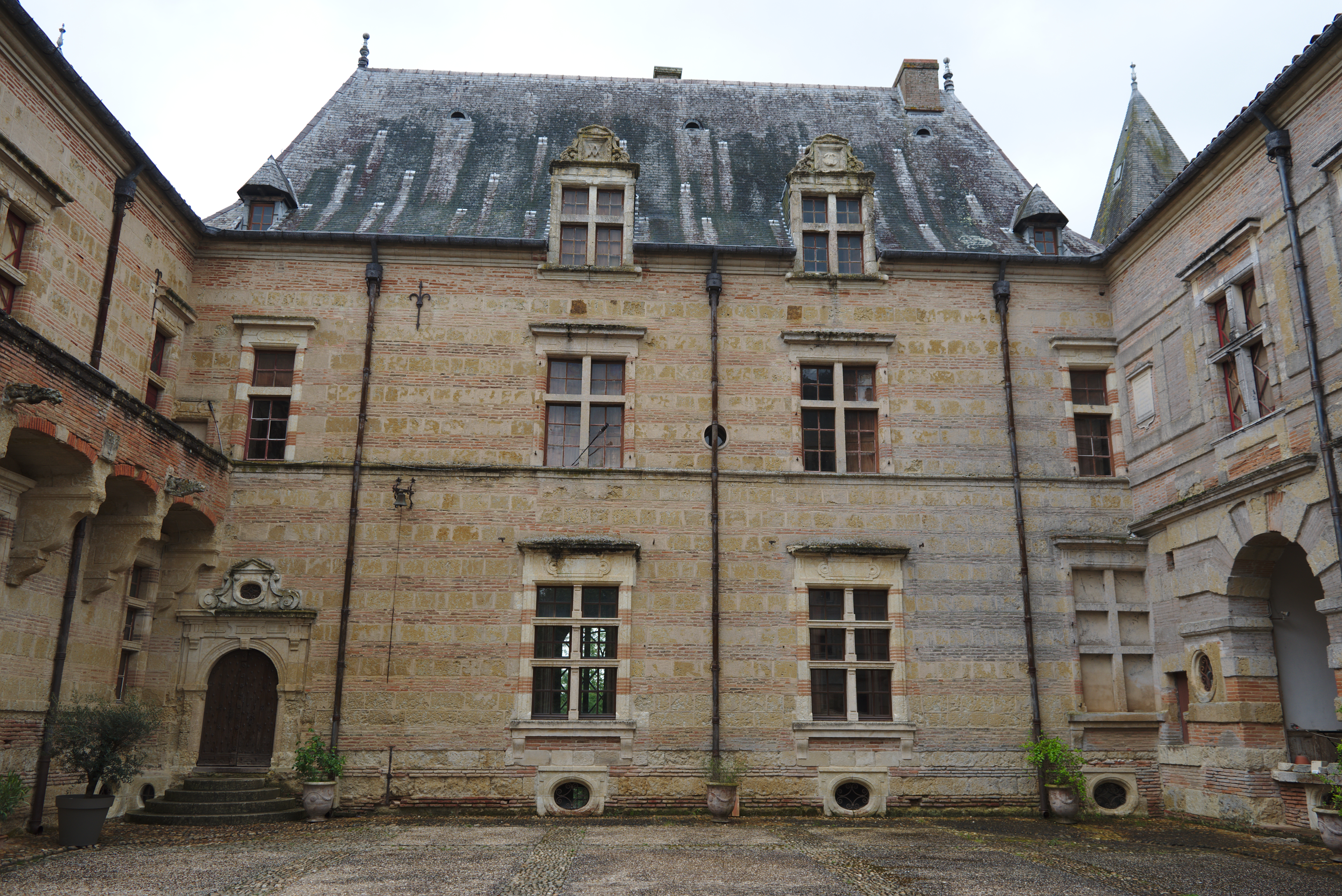
Pavillon central du château...
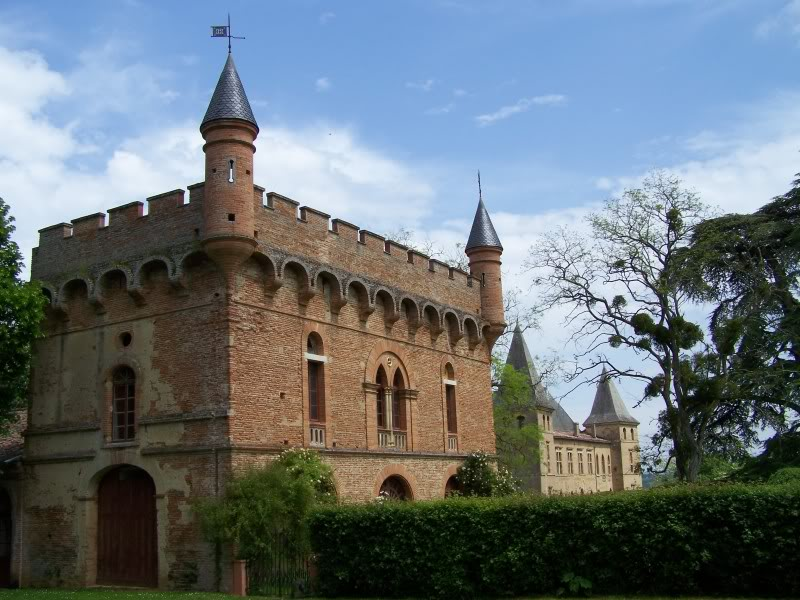
... et façade sud de la partie du XVe siècle, orangerie
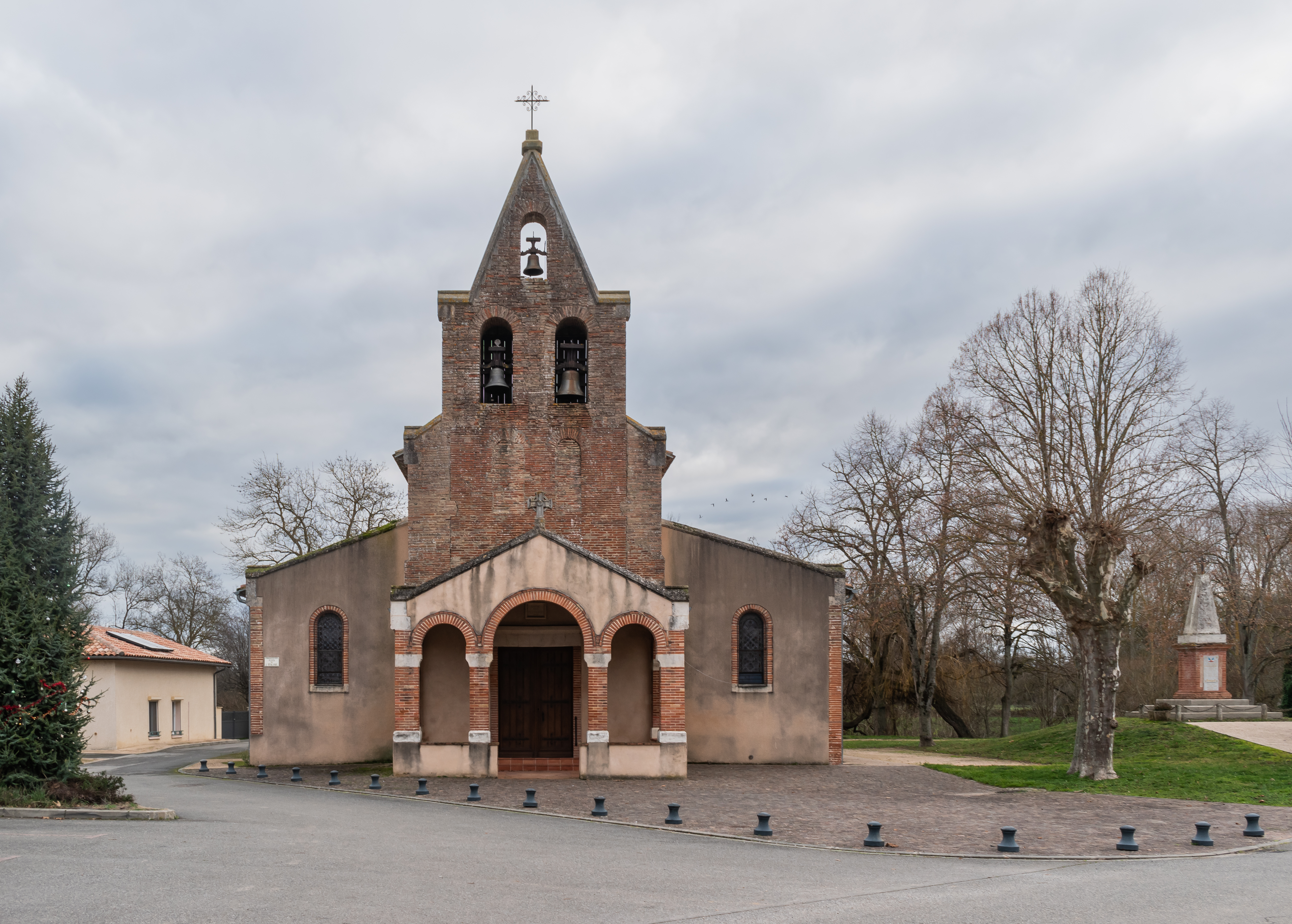
L'église...
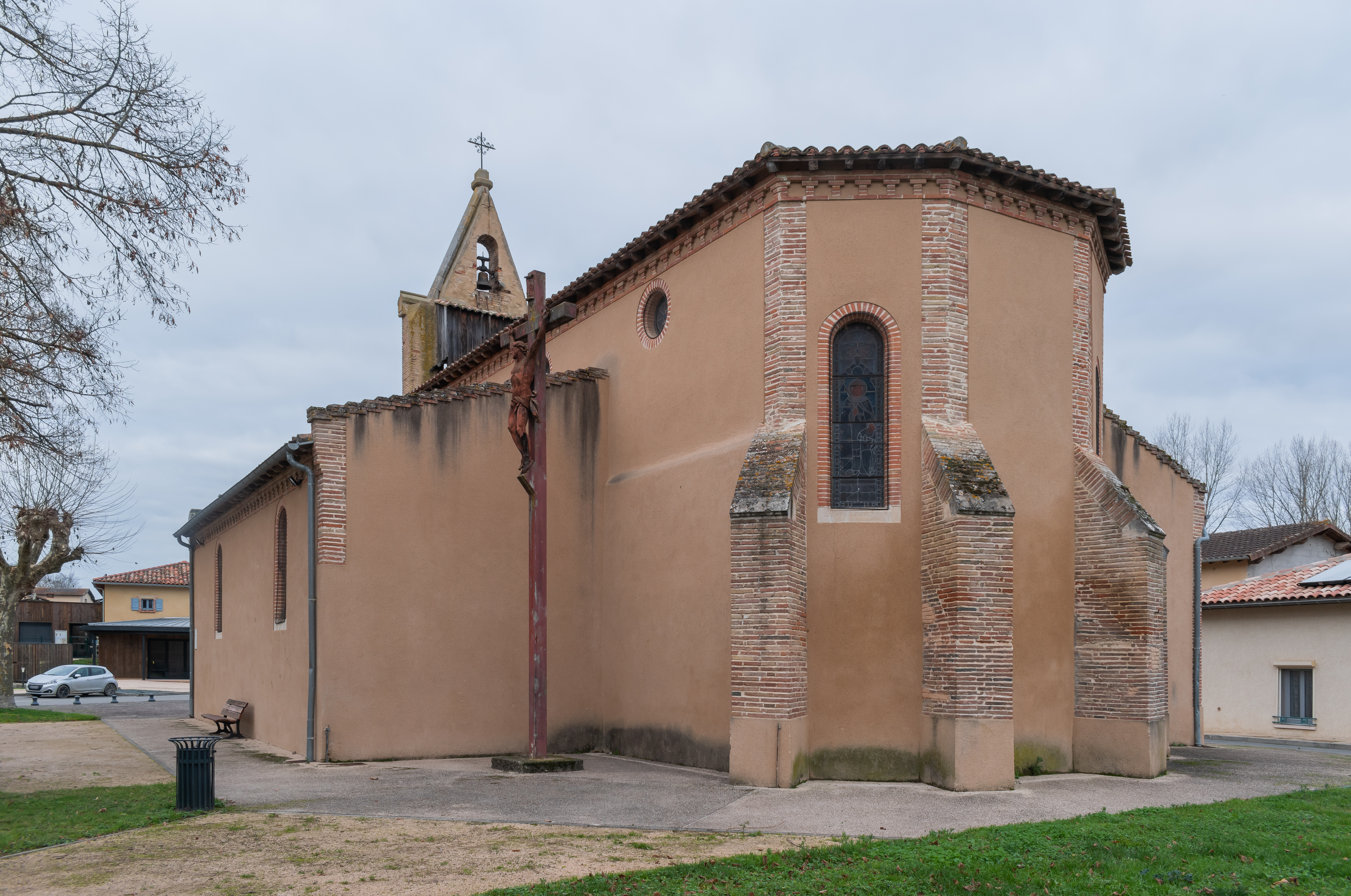
... et son chevêt.

### Personnalités liées à la commune
- Jean Louis de Nogaret de la Valette, seigneur de La Valette et de Caumont et duc d'Épernon, petit-fils de Pierre de Nogaret et favori d'Henri III, né en 1554 au château de Caumont.

### Héraldique
| Blason de Cazaux-Savès | Blason  | Tiercé en pairle renversé : au premier d’argent à un noyer arraché de sinople, au deuxième de gueules à une croix cléchée, vidée et pommetée à douze pièces d’or, et au troisième d’azur à une gerbe de blé d’or liée du même. |
| Blason de Cazaux-Savès | Détails | Officiel : Adopté par le conseil municipal par délibération du 18 janvier 2021. |